# 戴德豐
戴德豐，大紫荊勳賢，GBS，JP，是四洲集團（港交所：0374)、香港食品投資控股有限公司（港交所：0060）創辦人及現任董事會主席。

## 生平
- 戴德豐籍貫廣東普寧，是由零食事業發蹟，零食物語、四洲集團、功德林素菜創辦人、人稱「零食天王」。在事業成功之後，他投入公益事業捐款方向包括教育、災害、文化。在中國大陸、香港兩地皆任多項社會職務 [1][2]

## 職銜
- 香港食品投資控股有限公司董事會主席
- 四洲集團有限公司董事會主席
- 香港青少年軍總會會長

## 資產
- 飛鵝山道9號
- 四洲集團

## 曾任及現任公職
- 香港太平紳士
- 香港食品商會主席
- 港區省級政協委員聯誼會會長
- 香港廣東各級政協委員聯誼會首席會長
- 全國政協常委
- 中國人民政治協商會議廣東省委員會常務委員
- 中國食品工業協會顧問
- 港日糖果餅乾食品業促進商會會長
- 香港廣東社團總會會長
- 廣東外商公會會長
- 香港廣東各級政協委員聯誼會首席會長
- 廣東外商公會第五屆理事會主席
- 廣東海外聯誼會副會長
- 河北省人民政府對外經濟合作顧問
- 暨南大學校董
- 吉林市經濟顧問
- 香港特別行政區大珠三角商務委員會委員
- 中央政策組策略發展委員會委員
- 香港潮州商會名譽顧問
- 香港潮屬社團總會名譽會長
- 中國食品工業協會特邀顧問
- 廣東省繁榮粵劇基金會理事長
- 香港特別行政區第三屆行政長官選舉委員會委員
- 香港特別行政區民政事務局粵劇發展基金顧問
- 香港特別行政區大珠三角商務委員會成員
- 暨南大學校董
- 華南農業大學客座教授

## 學歷
- 美國摩利臣大學榮譽哲學博士
- 美國南加州大學榮譽工商管理博士

## 榮譽
- 世界傑出華人獎
- 日本第三十屆食品產業功勞賞
- 日本政府農林水產大臣獎
- 中國食品工業傑出貢獻獎
- 中國食品安全年會優秀管理企業家
- 中國自主創新與品牌建設十大風雲人物獎
- 社會責任貢獻獎
- 中國汕頭市榮譽市民
- 廣州市榮譽市民 (中國)
- 吉林市榮譽市民
- 金紫荊星章
- 銀紫荊星章 (2004年) [3]
- 粵港澳捐資公益事業先驅人物
- 大紫荊勳章

## 名下馬匹
戴德豐自2006-2007馬季開始在香港賽馬會成為馬主，曾先後擁有名下馬匹「和諧大使」、「紫菜福星」（兩駒同樣由呂健威訓練）。

## 外部連線
- 四洲集團官方網 （页面存档备份，存于）
- 《明報》: 四洲集團自1971年於香港成立。
- 零食物語官方網[永久]
- 《潮网》：香港四洲集团广东总部移师汕头
- 政情：戴德豐「三寶」起家 （页面存档备份，存于）
- 四洲集團主席戴德豐： 食品大王 盡力獻策食安 （页面存档备份，存于）
- 谱写辉煌——记全国政协委员、四洲集团主席戴德丰博士 [永久]
- 李嘉诚获“粤港澳捐资公益事业先驱人物”称号[永久]

1. ↑  .   [2017-07-17]. （原始内容存档于2019-08-12）.
2. ↑  .   [2017-02-09]. （原始内容存档于2021-01-15）.
3. ↑  . 文匯報. 2004-07-01  [2020-10-18]. （原始内容存档于2020-11-02）.